# Ulf Johanson
Ulf Olav Johanson, född 3 februari 1922 i Stockholm, död 15 februari 1990 i Stockholm, var en svensk skådespelare.

## Biografi
Johanson deltog i amatörteater 1944–1955 och var verksam vid Uppsala stadsteater 1955–1959, Göteborgs stadsteater 1959–1961, Malmö och Helsingborgs stadsteater 1961–1962 samt Stockholms stadsteater 1962–1964. Han var engagerad vid Dramaten från 1964 och vid TV-teatern från 1971. Han filmdebuterade 1943 och kom att medverka i drygt 60 film- och TV-produktioner, däribland flera av Ingmar Bergmans filmer.
Johanson var 1948–1961 gift med skådespelaren Ingrid Borthen. Han är begravd på Norra begravningsplatsen utanför Stockholm.

## Priser och utmärkelser[4]
- 1960 – Teaterförbundets De Wahl-stipendium
- 1974 – Svenska Dagbladets Thaliapris
- 1983 – O'Neill-stipendiet
- 1988 – Teaterförbundets De Wahl-stipendium
- 1989 – Carl Åkermarks stipendium
- 1990 – Litteris et Artibus

## Filmografi i urval
- 1943 – Hans Majestäts rival
- 1944 – Vi behöver varann
- 1946 – Kris
- 1946 – Det regnar på vår kärlek
- 1946 – Ballongen
- 1946 – Det glada kalaset
- 1948 – Musik i mörker
- 1949 – Huset nr 17
- 1949 – Singoalla
- 1950 – Regementets ros
- 1952 – Flyg-Bom
- 1952 – Hon kom som en vind
- 1953 – Mästerdetektiven och Rasmus
- 1953 – Vägen till Klockrike
- 1953 – Barabbas
- 1953 – Dumbom
- 1954 – Gud Fader och tattaren
- 1954 – Skrattbomben
- 1954 – Hjälpsamma herrn
- 1954 – Taxi 13
- 1954 – Flicka utan namn
- 1955 – Ljuset från Lund
- 1955 – Sommarnattens leende
- 1955 – Mord, lilla vän
- 1956 – Skorpan
- 1956 – Nattbarn
- 1957 – Mamma tar semester
- 1957 – Smultronstället
- 1957 – Det sjunde inseglet
- 1957 – Vägen genom Skå
- 1958 – Jazzgossen
- 1958 – Du är mitt äventyr
- 1959 – Fröken Chic
- 1959 – Det svänger på slottet
- 1962 – Arvtagerskan
- 1963 – Lyckodrömmen
- 1963 – Den gula bilen
- 1963 – Adam och Eva
- 1964 – Wild West Story
- 1964 – För att inte tala om alla dessa kvinnor
- 1965 – Salta gubbar och sextanter (Hej du glada sommar)
- 1965 – För vänskaps skull
- 1966 – Myten
- 1966 – Adamsson i Sverige
- 1967 – "Tofflan" - en lycklig komedi
- 1968 – Het snö
- 1968 – Skammen
- 1968 – Vargtimmen
- 1968 – Bombi Bitt och jag (TV-serie)
- 1970 – Ett möte på Kretjetovkastationen
- 1970 – Röda rummet (TV-serie)
- 1971 – Den byxlöse äventyraren (TV-serie)
- 1971 – Här ligger en hund begraven (TV-serie)
- 1971 – I havsbandet (TV-serie)
- 1972 – Magnetisören
- 1973 – Revisorn
- 1973 – Den vita stenen (TV-serie)
- 1974 – En enkel melodi
- 1974 – En handfull kärlek
- 1975 – Trollflöjten
- 1976 – Ansikte mot ansikte
- 1976 – Karlar är karlar om sanningen ska fram
- 1978 – Man måste ju leva...
- 1979 – Selambs (TV-serie)
- 1983 – Henrietta
- 1986 – Gösta Berlings saga (TV-serie)
- 1986 – Femte generationen (TV-serie)
- 1987 – Han som fick leva om sitt liv
- 1987 – Sommarkvällar på jorden
- 1988 – Clark Kent (TV-serie)

## Teater

### Roller (ej komplett)
| År   | Roll                                     | Produktion                                                                                               | Regi                | Teater                                      |
| ---- | ---------------------------------------- | --- | ------------------- | ------------------------------------------- |
| 1941 | Starveling                               | En midsommarnattsdröm (A Midsummer Night's Dream) William Shakespeare                                    | Ingmar Bergman      | Sagoteatern                                 |
| 1944 | Banquo                                   | Macbeth William Shakespeare                                                                              |                     | Helsingborgs stadsteater, 19 september 1944 |
| 1944 | Magister Elias                           | Aschebergskan på Widtskövle Brita von Horn och Elsa Collin                                               | Ingmar Bergman      | Helsingborgs stadsteater                    |
| 1944 |                                          | Fan ger ett anbud (Hvem er jeg? eller Naar Fanden gi'r et Tilbud) Carl Erik Soya                         | Ingmar Bergman      | Helsingborgs stadsteater                    |
| 1944 | Banquo                                   | Macbeth William Shakespeare                                                                              | Ingmar Bergman      | Helsingborgs stadsteater                    |
| 1945 | Noak Noaksson                            | Kriss-Krass-Filibom, revy Rune Moberg och Sture Ericson                                                  | Ingmar Bergman      | Helsingborgs stadsteater                    |
| 1945 |                                          | Sagan Hjalmar Bergman                                                                                    | Ingmar Bergman      | Helsingborgs stadsteater                    |
| 1945 | Lewis Murray                             | Älskling jag ger mig (Yes, My Darling Daughter) Mark Reed                                                | Sture Ericson       | Helsingborgs stadsteater                    |
| 1945 | Konsuln                                  | Reducera moralen Sune Bergström                                                                          | Ingmar Bergman      | Helsingborgs stadsteater                    |
| 1945 | Tragiske herrn                           | Jacobowsky och översten (Jacobowsky und der Oberst) Franz Werfel                                         | Ingmar Bergman      | Helsingborgs stadsteater                    |
| 1945 | Litteratören Janson                      | Ett puzzlespel (Et puslespil) Kaj Munk                                                                   | Sture Ericson       | Helsingborgs stadsteater                    |
| 1946 | Köpman Lennerström                       | Rekviem Björn-Erik Höijer                                                                                | Ingmar Bergman      | Helsingborgs stadsteater, 6 mars 1946       |
| 1946 | Tommaso Savelli                          | 24 röda rosor (Due dozzini di rose scarlatte) Aldo De Benedetti                                          | Sture Ericson       | Helsingborgs stadsteater                    |
| 1946 | Eugen Lobelius                           | Rakel och biografvaktmästaren Ingmar Bergman                                                             | Ingmar Bergman      | Malmö stadsteater                           |
| 1947 | Affischören                              | Ett drömspel August Strindberg                                                                           | Olof Molander       | Göteborgs stadsteater, 13 september 1947    |
| 1947 | Paul                                     | Mig till skräck Ingmar Bergman                                                                           | Ingmar Bergman      | Göteborgs stadsteater, 26 oktober 1947      |
| 1948 | Litteratören Janson                      | Dans på bryggan Björn-Erik Höijer                                                                        | Ingmar Bergman      | Göteborgs stadsteater, 8 februari 1948      |
| 1948 | En skotsk läkare                         | Macbeth William Shakespeare                                                                              | Ingmar Bergman      | Göteborgs stadsteater, 12 mars 1948         |
| 1949 | Hartman                                  | En vildfågel (La Sauvage) Jean Anouilh                                                                   | Ingmar Bergman      | Göteborgs stadsteater 11 februari 1949      |
| 1950 | Pilgrimen                                | Guds ord på landet Ramón del Valle-Inclán                                                                | Ingmar Bergman      | Göteborgs stadsteater                       |
| 1950 | Polismästaren Jackie Brown               | Tolvskillingsoperan (Die Dreigroschenoper) Bertolt Brecht och Kurt Weill                                 | Ingmar Bergman      | Intiman                                     |
| 1950 | Mathias Drängen                          | En skugga Hjalmar Bergman                                                                                | Ingmar Bergman      | Intiman                                     |
| 1950 | Kreon                                    | Medea (Médée) Jean Anouilh                                                                               | Ingmar Bergman      | Intiman                                     |
| 1951 |                                          | Drömflickan (Dream girl) Elmer Rice                                                                      | Hasse Ekman         | Intiman                                     |
| 1951 |                                          | Ta hand om Amelie (Occupe-toi d'Amelie) Georges Feydeau                                                  | Hjördis Petterson   | Intiman                                     |
| 1953 |                                          | Änglavakt (La Cuisine des anges) Albert Husson                                                           | Sandro Malmquist    | Riksteatern                                 |
| 1954 | Advokat Nils Krogstad                    | Ett dockhem (Et Dukkehjem) Henrik Ibsen                                                                  | Harry Roeck-Hansen  | Blancheteatern                              |
| 1955 | Kapten Fisby                             | Thehuset Augustimånen (The Teahouse of the August Moon) John Patrick                                     | Palle Granditsky    | Uppsala stadsteater                         |
| 1956 |                                          | Boyfriend (The Boy Friend) Sandy Wilson                                                                  | Lars Barringer      | Upsala-Gävle stadsteater                    |
| 1957 | Professor Tygesen                        | Geografi och kärlek (Geografi og kjærlighet) Bjørnstjerne Bjørnson                                       | Lars Barringer      | Upsala-Gävle stadsteater                    |
| 1958 |                                          | Si jägarens öga Hans Hergin                                                                              | Lars Barringer      | Upsala-Gävle stadsteater                    |
| 1959 | Jerry Ryan                               | Två på gungbrädet (Two for the Seesaw) William Gibson                                                    |                     | Upsala-Gävle stadsteater                    |
| 1962 | Arnolphe                                 | Hustruskolan (L'école des femmes) Molière                                                                | Mats Johansson      | Helsingborgs stadsteater                    |
| 1963 | Broder Mattias                           | Lax, lax, lerbak Alf Henrikson                                                                           | Carl Johan Ström    | Stockholms stadsteater                      |
| 1964 | Kommissarien Don Antonio, präst          | Han hade två pistoler med svarta och vita ögon (Aveva due pistole con gli occhi bianchi e neri) Dario Fo | Hans Dahlin         | Stockholms stadsteater                      |
| 1964 | Domaren                                  | Skärmarna (Les Paravents) Jean Genet                                                                     | Per Verner-Carlsson | Stockholms stadsteater                      |
| 1964 | Crassus, minister                        | Karusellen (The Apple Cart) George Bernard Shaw                                                          | Georg Funkquist     | Stockholms stadsteater                      |
| 1965 | Kocken                                   | Mutter Courage (Mutter Courage und ihre Kinder) Bertolt Brecht                                           | Alf Sjöberg         | Dramaten                                    |
| 1966 | Kaduk, anklagad                          | Rannsakningen (Die Ermittlung) Peter Weiss                                                               |                     | Dramaten, 13 februari 1966                  |
| 1967 | Harry                                    | Balansgång (A Delicate Balance) Edward Albee                                                             | Bo Widerberg        | Dramaten                                    |
| 1969 | Marktschrejern                           | Woyzeck Georg Büchner                                                                                    |                     | Dramaten, 12 mars 1969                      |
| 1969 | Fjodor Ilitj Kulygin                     | Tre systrar (Три сeстры, Tri sestry) Anton Tjechov                                                       | Keve Hjelm          | Dramaten                                    |
| 1970 | Lik-kusken                               | Brända tomten August Strindberg                                                                          | Alf Sjöberg         | Dramaten                                    |
| 1974 | Läkaren                                  | Till Damaskus August Strindberg                                                                          |                     | Dramaten, 1 februari 1974                   |
| 1975 | Tobias Raap                              | Trettondagsafton (Twelfth Night, or What You Will) William Shakespeare                                   |                     | Dramaten, 7 mars 1975                       |
| 1977 | Kommunalpolitiker, cp                    | Ranstadvalsen Jan Guillou och Gunnar Ohrlander                                                           | Margaretha Byström  | Dramaten                                    |
| 1977 | Stepan Verchovenskij                     | Onda andar (Бесы, Bésy) Fjodor Dostojevskij                                                              | Ernst Günther       | Dramaten                                    |
| 1983 | Dorn                                     | Måsen (Чайка, Tjajka) Anton Tjechov                                                                      | Gunnel Lindblom     | Dramaten                                    |
| 1986 | Polonius, kammarherre Yorick, dödgrävare | Hamlet William Shakespeare                                                                               | Ingmar Bergman      | Dramaten, 20 december 1986                  |
| 1987 | Aktör                                    | Drottningens juvelsmycke Carl Jonas Love Almqvist                                                        | Peter Oskarson      | Dramaten                                    |

## Radioteater
| År   | Roll            | Produktion                                         | Regi        |
| ---- | --------------- | -------------------------------------------------- | ----------- |
| 1952 | Direktör Enberg | Hillmans semester: Vatten över huvet Folke Mellvig | Lars Madsén |